# Liste der Stolpersteine in Schöningen
Die Liste der Stolpersteine in Schöningen enthält alle Stolpersteine, die im Rahmen des gleichnamigen Kunst-Projekts von Gunter Demnig in Schöningen verlegt wurden. Mit ihnen soll den Opfern des Nationalsozialismus gedacht werden, die in Schöningen lebten und wirkten. Im Zeitraum vom 21. Oktober 2012 bis zur Verlegung am 14. März 2024 wurden insgesamt 47 Stolpersteine und eine Stolperschwelle verlegt.

## Stolperschwelle
| Schwelle     | Bild gesucht Der Benutzer GeorgDerReisende ( Diskussion ) wünscht sich an dieser Stelle ein Bild vom Ort mit diesen Koordinaten 52.139524 10.968534 . Motiv: Beguinenstraße ggü. Nr. 3: die Stolperschwelle und ihre Lage Falls du dabei helfen möchtest, erklärt die Anleitung , wie das geht. BW                  |
| Inschrift    | Schöningen und Alversdorf --- 1939 – 1945 mehr als 3200 Menschen verschiedener Nationalitäten Männer, Frauen, Jugendliche --- Kriegsgefangene, zivile Arbeitskräfte Zwangsarbeiter_innen in Bergbau, Landwirtschaft, Industrie, Privathaushalten gedemütigt – entrechtet – ausgebeutet – misshandelt viele ermordet |
| Ort          | Beguinenstraße · |
| Verlegedatum | 4. Mai 2024 |
| Anmerkungen  | |

## Liste der Stolpersteine
| Bild | Person, Inschrift | Adresse                                         | Verlegedatum  | Anmerkung                                                                                            |
| --- | --- | ----------------------------------------------- | ------------- | --- |
| | Hier wohnte Fritz Hollerbach Jg. 1901 verhaftet Mai 1938 'Aktion Arbeitsscheu Reich' Gefängnis Ahlfeld 19.5.1938 KZ Buchenwald ermordet 4.10.1938                   | Alte Kirchstraße 17 · Esbeck ·                  | 14. März 2024 | |
| | Hier wohnte Heinrich Baxmann Jg. 1912 verhaftet 20.4.1938 ′Aktion Arbeitsscheu Reich′ Gefängnis ...                                                                 | Alte Kirchstraße 21 · Esbeck ·                  | 14. März 2024 | |
| | Hier wohnte Otto Knust Jg. 1902 eingewiesen 1933 Heilanstalt Königslutter ′verlegt′ 12.6.1941 Bernburg ermordet 12.6.1941 ′Aktion T4′                               | Alte Kirchstraße 25 · Esbeck ·                  | 7. Mai 2019   | Opfer der Krankenmorde in der Zeit des Nationalsozialismus, Aktion T4                                |
| | Hier wohnte Wladislaus Kokott Jg. 1886 verhaftet Mai 1938 ′Aktion Arbeitsscheu Reich′ Gefängnis Braunschweig 19.5.1938 KZ Buchenwald ermordet 20.12.1938            | Alte Schmiedestraße 1 · Esbeck ·                | 14. März 2024 | |
| | Hier wohnte Emil Bertram Jg. 1887 ... | Am Scheberg 8 · Hoiersdorf ·                    | 14. März 2024 | |
| | Hier wohnte Anna Jörns Jg. 1887 eingewiesen 1935 Heilanstalt Königslutter ’verlegt’ 23.6.1941 Bernburg ermordet 23.6.1641 ’Aktion T4’                               | Am Wallgarten 17 ·                              | 7. Mai 2019   | Opfer der Euthanasie, Aktion T4                                                                      |
| | Hier wohnte Friedrich Dieckmann Jg. 1889 verhaftet 20.4.1938 'Aktion Arbeitsscheu Reich' Gefängnis Braunschweig mehrere KZ zuletzt 1944 KZ Dachau ermordet 7.3.1945 | Baderstraße 23 ·                                | 13. Okt. 2023 | |
| | Hier wohnte Günther Heinrich Jg. 1889 eingewiesen 1932 Heilanstalt Königslutter ’verlegt’ 19.5.1941 Bernburg ermordet 19.5.1941 ’Aktion T4’                         | Beguinenstraße 7 ·                              | 7. Mai 2019   | Opfer der Euthanasie, Aktion T4                                                                      |
| | Hier wohnte Marie Sievers geb. Aronheim Jg. 1876 deportiert 1942 Theresienstadt ermordet 29.11.1943                                                                 | Beguinenstraße 12 ·                             | 4. Mai 2013   | |
| | Hier wohnte Otto Nachtigall Jg. 1904 denunziert verhaftet 'Staatsfeindliche Äusserungen' Gefängnis Braunschweig 1941 KZ Mauthausen ermordet 8.8.1941                | Beguinenstraße 15 ·                             | 14. März 2024 | |
| | Hier wohnte Kurt Heinemann Jg. 1906 KPD-Mitglied verhaftet 2.7.1933 Landmann-Welle ’Schutzhaft’ misshandelt erschossen 4.7.1933 Pappelhof-Rieseberg                 | Beguinenstraße 19 ·                             | 21. Okt. 2012 | Opfer der Rieseberg-Morde                                                                            |
| | Hier wohnte Wolfgang Heinemann Jg. 1930 eingewiesen 1941 Neuerkeröder Anstalten ’verlegt’ Juni 1943 Hadamar ermordet 14.8.1943                                      | Beguinenstraße 19 ·                             | 21. Okt. 2012 | Opfer der Kinder-Euthanasie                                                                          |
| | Hier wohnte Günther Heinemann Jg. 1931 eingewiesen 1941 Neuerkeröder Anstalten ’verlegt’ Juni 1943 Hadamar ermordet 6.7.1943                                        | Beguinenstraße 19 ·                             | 21. Okt. 2012 | Opfer der Kinder-Euthanasie                                                                          |
| | Hier wohnte Claire Gostynski geb. Mayer Jg. 1876 deportiert 1942 Theresienstadt ermordet 21.9.1942 Treblinka                                                        | Bismarckstraße 1 ·                              | 4. Mai 2013   | |
| | Hier wohnte Walter Cohen Schicksal unbekannt | Bismarckstraße 2 ·                              | 27. Nov. 2013 | |
| | Hier wohnte Johanna Cohen geb. Braunsberg Jg. 1875 unfreiwillig verzogen 1934 Berlin tot 29.6.1939                                                                  | Bismarckstraße 2 ·                              | 27. Nov. 2013 | |
| | Hier wohnte Heinrich Cohen Jg. 1905 unfreiwillig verzogen 1934 Berlin Flucht 1938 England überlebt                                                                  | Bismarckstraße 2 ·                              | 27. Nov. 2013 | |
| | Hier wohnte Adolf Schnell Jg. 1866 deportiert 1942 Theresienstadt ermordet 20.12.1942                                                                               | Bismarckstraße 7a ·                             | 4. Mai 2013   | |
| | Hier wohnte Lucian Schnell Jg. 1903 Flucht 1943 Frankreich interniert Drancy deportiert 1943 Majdanek ???                                                           | Bismarckstraße 7a ·                             | 4. Mai 2013   | |
| | Hier wohnte Pauline Schnell geb. Meyer Jg. 1869 deportiert 1942 Theresienstadt ermordet 26.5.1944                                                                   | Bismarckstraße 7a ·                             | 4. Mai 2013   | |
| | Hier wohnte Hans Kahlenberg Jg. 1905 Flucht Italien interniert Cortina D’Ampezzo deportiert Auschwitz befreit/überlebt                                              | Emil-Sader-Straße 1 · Ecke Bismarckstraße ·     | 4. Mai 2013   | |
| | Hier wohnte Elise Voigt Jg. 1883 eingewiesen 1921 Heilanstalt Königslutter ’verlegt’ 23.6.1941 Bernburg ermordet 23.6.1941 ’Aktion T4’                              | Helmstedter Straße 21 ·                         | 7. Mai 2019   | Opfer der Euthanasie, Aktion T4                                                                      |
| | Hier wohnte Hermann Probst Jg. 1876 deportiert 1942 Piaski ermordet 1942                                                                                            | Niedernstraße 8–9 ·                             | 21. Okt. 2012 | |
| | Hier wohnte Käthe Probst geb. Winkler Jg. 1882 deportiert 1942 Piaski ermordet 1942                                                                                 | Niedernstraße 8–9 ·                             | 21. Okt. 2012 | |
| | Hier wohnte Emil Probst Jg. 1880 deportiert 1942 Theresienstadt ermordet 10.10.1942                                                                                 | Niedernstraße 8–9 ·                             | 21. Okt. 2012 | |
| | Hier wohnte Hedwig Probst geb. Winkler Jg. 1887 deportiert 1942 Theresienstadt ermordet 16.5.1944 Auschwitz                                                         | Niedernstraße 8–9 ·                             | 21. Okt. 2012 | |
| | Hier wohnte Walter Hirsch Jg. 1903 Flucht 1938 Italien verhaftet von Deutschen Schicksal unbekannt                                                                  | Niedernstraße 20 ·                              | 27. Nov. 2013 | |
| | Hier wohnte Adele Hirsch geb. Bauchwitz Jg. 1874 deportiert 1941 Lodz ermordet 1942                                                                                 | Niedernstraße 20 ·                              | 27. Nov. 2013 | |
| | Hier wohnte Abraham Lauterstein Jg. 1884 unfreiwillig verzogen 1939 Berlin deportiert 1942 Theresienstadt befreit/überlebt                                          | Niedernstraße 23 ·                              | 27. Nov. 2013 | |
| | Hier wohnte Edith Lauterstein verh. Wolff Jg. 1911 deportiert 1942 ermordet in Auschwitz                                                                            | Niedernstraße 23 ·                              | 27. Nov. 2013 | |
| | Hier wohnte Adeline Lauterstein geb. Wolff Jg. 1886 unfreiwillig verzogen 1939 Berlin tot 14.8.1942                                                                 | Niedernstraße 23 ·                              | 27. Nov. 2013 | |
| | Hier wohnte Gunda Gostynski Jg. 1873 deportiert 1942 Theresienstadt Treblinka ermordet 26.9.1942                                                                    | Niedernstraße 23 ·                              | 27. Nov. 2013 | |
| | Hier wohnte Herbert Lauterstein Jg. 1912 Flucht 1933 Frankreich 1934 USA                                                                                            | Niedernstraße 23 ·                              | 17. Sep. 2016 | |
| Bild gesucht Die Wikipedia wünscht sich an dieser Stelle ein Bild vom Ort mit diesen Koordinaten 52.143478 10.96815 . Motiv: Stolperstein Franz Uliczka Falls du dabei helfen möchtest, erklärt die Anleitung , wie das geht. BW    | Hier erschossen 13.4.1945 Franz Uliczka Jg. 1882 hisste die weisse Fahne                                                                                            | Müller-Mühlenbein-Straße 2 ·                    | 14. März 2024 | |
| | Hier wohnte Willi Wiemert Jg. 1924 eingewiesen 1940 Heilanstalt Königslutter ’verlegt’ 19.5.1941 Bernburg ermordet 19.5.1941 ’Aktion T4’                            | Plan 1 ·                                        | 7. Mai 2019   | Opfer der Krankenmorde in der Zeit des Nationalsozialismus in der Tötungsanstalt Bernburg, Aktion T4 |
| | In Schöningen wohnte Emma Meyer Jg. 1870 deportiert 1942 Theresienstadt ermordet 9.11.1942                                                                          | Schulstraße 1 am Markt (vor dem Heimatmuseum) · | 23. Apr. 2014 | |
| Bild gesucht Die Wikipedia wünscht sich an dieser Stelle ein Bild vom Ort mit diesen Koordinaten 52.13912 10.96833 . Motiv: Stolperstein Albert Donack Falls du dabei helfen möchtest, erklärt die Anleitung , wie das geht. BW     | In Schöningen wohnte Albert Donack Jg. 1907 verhaftet 16.6.1938 'Aktion Arbeitsscheu Reich' Gefängnis Braunschweig 28.6.1838 KZ Buchenwald ermordet 16.12.1938      | Schulstraße 1 am Markt (vor dem Heimatmuseum) · | 14. März 2024 | |
| | Hier wohnte Hugo Hähn Jg. 1895 eingewiesen 1931 Heilanstalt Königslutter ’verlegt’ 19.5.1941 Bernburg ermordet 19.5.1941 ’Aktion T4’                                | Schützenbahn 19 ·                               | 7. Mai 2019   | Opfer der Euthanasie, Aktion T4                                                                      |
| Bild gesucht Die Wikipedia wünscht sich an dieser Stelle ein Bild vom Ort mit diesen Koordinaten 52.13772 10.96833 . Motiv: Stolperstein Albert Drösemeyer Falls du dabei helfen möchtest, erklärt die Anleitung , wie das geht. BW | Hier wohnte Albert Drösemeyer Jg. 1877 Mitglied SPD verhaftet Gefängnis Braunschweig gefoltert Tod durch Erhängen 21.9.1938                                         | Wallstraße 23 ·                                 | 14. März 2024 | |
| | Hier wohnte Georg Wolff Jg. 1894 deportiert 1942 Schicksal unbekannt                                                                                                | Wilhelmstraße 25 ·                              | 27. Nov. 2013 | |
| | Hier wohnte Erna Wolff geb. Liebmann Jg. 1899 deportiert 1942 Schicksal unbekannt                                                                                   | Wilhelmstraße 25 ·                              | 27. Nov. 2013 | |
| | Hier wohnte Gerhard Wolff Jg. 1926 deportiert 1942 Schicksal unbekannt                                                                                              | Wilhelmstraße 25 ·                              | 27. Nov. 2013 | |
| | Hier wohnte Rita Wolff Jg. 1928 deportiert 1942 Schicksal unbekannt                                                                                                 | Wilhelmstraße 25 ·                              | 27. Nov. 2013 | |
| | Hier wohnte Rebekka Wolff geb. Jacobs Jg. 1857 deportiert 1942 Theresienstadt ermordet 9.5.1943                                                                     | Wilhelmstraße 25 ·                              | 27. Nov. 2013 | |
| | Hier wohnte Hermann Wolff Jg. 1885 deportiert 1942 Osttransport Schicksal unbekannt                                                                                 | Wilhelmstraße 25 ·                              | 27. Nov. 2013 | |
| | Hier wohnte Berta Wolff geb. Katz Jg. 1896 deportiert 1942 Ghetto Warschau ermordet in Treblinka                                                                    | Wilhelmstraße 25 ·                              | 27. Nov. 2013 | |
| | Hier wohnte Lothar Wolff Jg. 1926 deportiert 1942 Ghetto Warschau Schicksal unbekannt                                                                               | Wilhelmstraße 25 ·                              | 27. Nov. 2013 | |

## Verlegungen
- 21. Oktober 2012: sieben Stolpersteine an zwei Adressen[2]
- 4. Mai 2013: sechs Stolpersteine an vier Adressen[3]
- 27. November 2013: neun Stolpersteine an drei Adressen
- 23. April 2014: neun Stolpersteine an zwei Adressen
- 17. September 2016: ein Stolperstein an einer Adresse
- 7. Mai 2019: sechs Stolpersteine an sechs Adressen[4][5]
- 13. Oktober 2023: ein Stolperstein an einer Adresse[6]
- 14. März 2024: acht Stolpersteine an acht Adressen[7]